# Colobothea parcens
Colobothea parcens är en skalbaggsart som beskrevs av Bates 1881. Colobothea parcens ingår i släktet Colobothea och familjen långhorningar.
Artens utbredningsområde är:
- Belize.
- Guatemala.
- Honduras.

Inga underarter finns listade i Catalogue of Life.